# Río Corumbel
El río Corumbel es un río del sur de la península ibérica de la vertiente atlántica de Andalucía que discurre en su totalidad por el territorio del este de la provincia de Huelva. 

## Curso
El río Corumbel nace en el paraje de Pata del Caballo, dentro del término municipal de Escacena del Campo, y desemboca en el río Tinto, en el término de La Palma del Condado, tras un recorrido de unos 40 km en dirección nordeste-suroeste atravesando los términos de Villalba del Alcor y Paterna del Campo. Poco antes de su desembocadura está embalsado en el embalse del Corumbel Bajo.
Sus principales afluentes son los arroyos de la Viguera, de Zahomí, del Ojo, Fuentidueña y Tamujoso.